# Positive Erziehung
Positive Erziehung ist ein Begriff aus der Erziehungswissenschaft bzw. der Psychologie.  
Der Begriff geht zurück auf Jean-Jacques Rousseau und bedeutet „moralische Erziehung“. Rousseau etablierte ursprünglich den Begriff „Negative Erziehung“, welche „nicht unterweisend“, sondern „bewahrend“ ist. Der Mensch sei „von Natur aus gut“ und müsse nur vor schädlichen Einflüssen bewahrt werden, bis er an die Grenzen des anderen stoße, was eine natürliche Grenze darstelle, nach der sich der Mensch bzw. das Kind dann formt. 
Mit „Positiv“ ist hier das Formulieren und aktive Vermitteln von Wertvorstellungen in der Erziehung gemeint.  